# Radicondoli

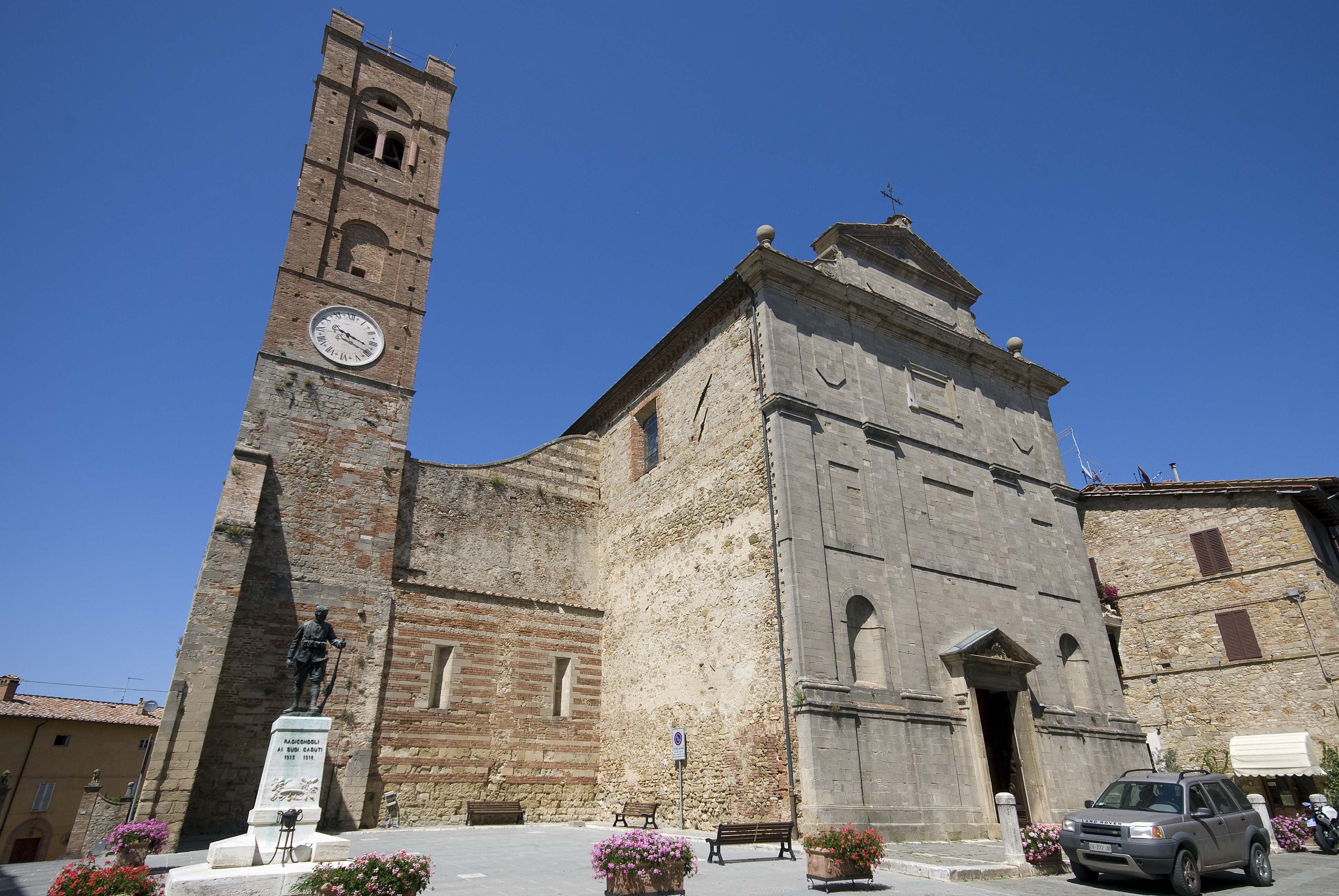
Radicondoli

Radicondoli is een gemeente in de Italiaanse provincie Siena (regio Toscane). Het ligt in de Colline Metallifere en telt 1008 inwoners (31-12-2004). De oppervlakte bedraagt 132,2 km², de bevolkingsdichtheid is 8 inwoners per km².
De volgende frazioni maken deel uit van de gemeente: Belforte.

## Demografie
Radicondoli telt ongeveer 425 huishoudens. Het aantal inwoners daalde in de periode 1991-2001 met 5,2% volgens cijfers uit de tienjaarlijkse volkstellingen van ISTAT.
| Jaar | Inwoneraantal |
| ---- | ------------- |
| 1991 | 1032          |
| 2001 | 978           |

## Geografie
De gemeente ligt op ongeveer 509 m boven zeeniveau.
Radicondoli grenst aan de volgende gemeenten: Casole d'Elsa, Castelnuovo di Val di Cecina (PI), Chiusdino, Montieri (GR), Pomarance (PI).